# Art nassarita

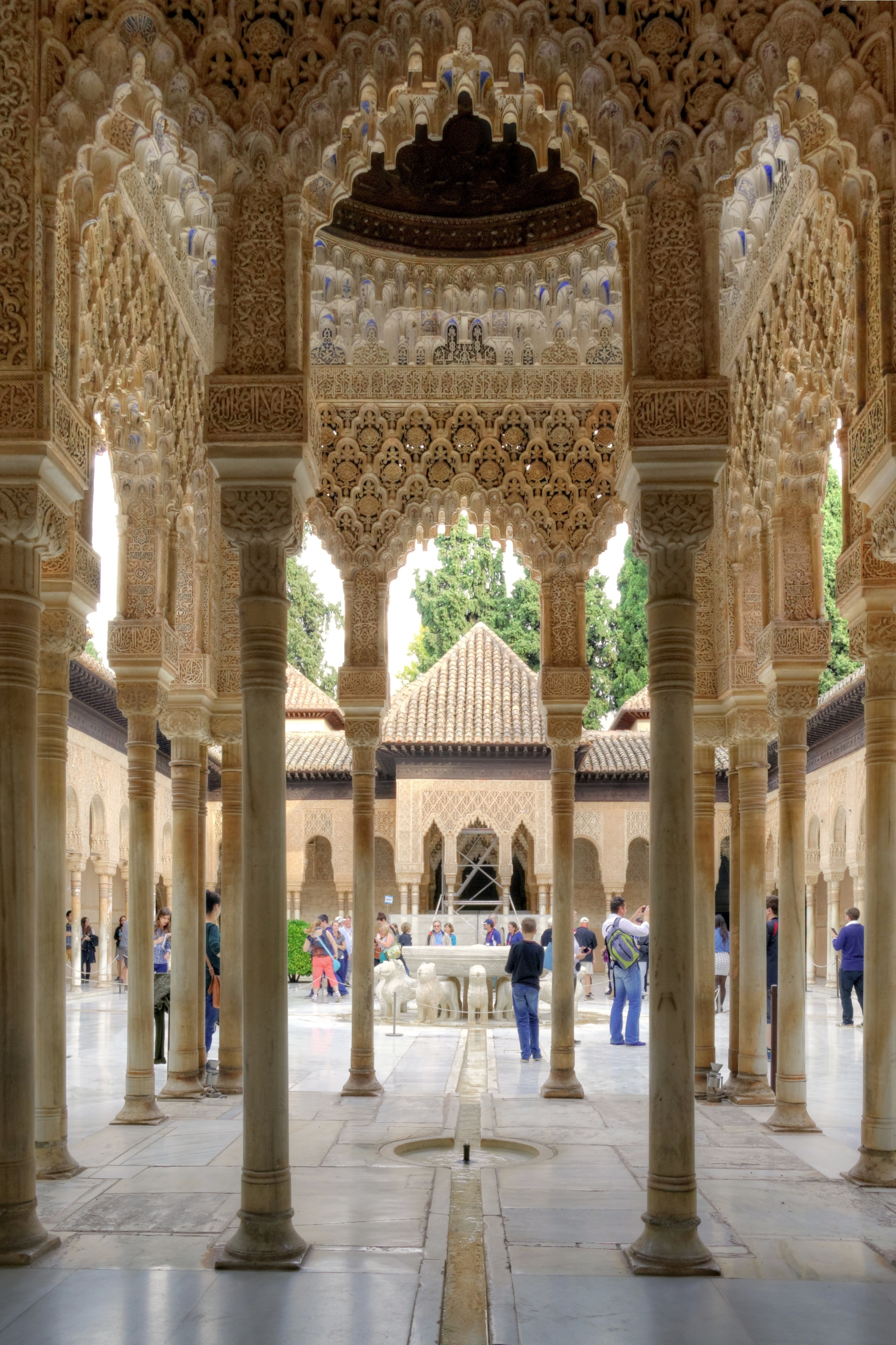
Pati dels Lleons de l'Alhambra

L'art nassarita és un estil d'art islàmic sorgit a l'època tardana de l'Àndalus, al Regne nassarita de Granada.
Els dos paradigmes d'aquest art són el palau de l'Alhambra i, situat al seu costat, el del Generalife. El palau de l'Alhambra destaca per una gran sobrietat exterior que contrasta amb l'apoteosi decorativa interna, en què les combinacions cromàtiques dels diversos materials utilitzats (ceràmica, estuc, fusta, marbre), així com les formes (diversitat d'arcs, de mocàrabs, d'enteixinats) i espais creen un horror vacui enlluernador. Aquestes obres i alguns altres edificis com el Cuarto Real de Santo Domingo i l'Alcazar Genil, amddós a Granada, els vestigis de la ciutat de Ronda i nombrosos castells, permeten establir el marc general d'aquest art.

## Característiques arquitectòniques
L'arquitectura militar desenvolupa els sistemes generats en època anterior, dotant-los d'una major complexitat.
D'altra banda, l'arquitectura palatina utilitza dos tipus d'organització de patis, els antecedents dels quals es remunten a Madinat az-Zahrà. Es tracta del pati monoaxial, com ara el pati de les murtres (Patio de los Arrayanes) a l'Alhambra, i del pati creuer, com el famós pati dels lleons. Les estances que s'hi vinculen responen, novament, a dues tipologies: una d'allargada amb alcoves a ambdós extrems i l'altra quadrada envoltada per habitacions.
Els escassos vestigis d'arquitectura religiosa permeten pensar en mesquites que segueixen el model almohade amb naus perpendiculars al mur de la qibla. L'única novetat prové del fet d'utilitzar columnes de marbre quan l'edifici té certa rellevància.
Les mostres d'arquitectura civil que s'han conegut manifesten una estructura quadrangular de dos pisos a l'entorn d'un pati amb bassa.

## Altres elements
Quant al repertori ornamental, fa servir una profusió decorativa que emmascara la pobresa dels materials emprats, utilitzant des de sòcol d'alicatat i guixeries d'estuc fins a decoració pintada, com la conservada en la volta de la sala dels Reis a l'Alhambra. És característica la columna de fust cilíndric i capitell de dos cossos: un de cilíndric decorat amb cintes i un altre de cúbic amb la decoració, essencialment vegetal, denominada atauric. Els arcs preferits són el de mig punt peraltat i els arcs lobulats. Les cobertes de fusta alternen amb voltes de mocàrabs realitzades amb estuc. Així mateix, als motius ornamentals habituals -geomètrics, vegetals i epigràfics- se'ls uneix l'escut nassarita, que fou generalitzat per Muhàmmad V de Gharnata.
Les arts sumptuàries també van adquirir una gran esplendor, destacant les ceràmiques de reflex metàl·lic, els teixits de seda i també els bronzes, les marqueteries i les armes. La ceràmica de luxe, coneguda com de reflex metàl·lic o pisa daurada, es caracteritza per fer-ne l'última cocció a foc reduït i menor temperatura. Amb aquest procediment, la mescla de sulfur d'argent i coure emprada en la decoració arriba a l'oxidació produint la lluentor metal·litzada. També era freqüent afegir-hi òxid de cobalt, donant lloc a una sèrie en blau i daurada. Amb aquesta tècnica, es realitzaren els famosos "vasos" o gerros de l'Alhambra.
Els teixits nassarites constitueixen l'última etapa d'esplendor dels teixits de seda andalusins, que seran substituïts per velluts cisellats. Es caracteritzen pels seus intensos colors i la utilització de motius idèntics als emprats en la decoració arquitectònica.